# فرودگاه دنیس آیلند
فرودگاه دنیس آیلند (به انگلیسی: Denis Island Airport) یک فرودگاه خصوصی با کد یاتا DEI است که یک باند فرود چمن دارد و طول باند آن ۸۴۵ متر است. این فرودگاه در کشور سیشل قرار دارد و در ارتفاع ۳ متری از سطح دریا واقع شده‌است.